# Liste der Kulturdenkmäler in Trier-Süd
In der Liste der Kulturdenkmäler in Trier-Süd sind alle Kulturdenkmäler des Ortsbezirks Süd der rheinland-pfälzischen Stadt Trier aufgeführt. Grundlage ist die Denkmalliste des Landes Rheinland-Pfalz (Stand: 9. Januar 2024).

## Denkmalzonen
| Bezeichnung                          | Lage | Baujahr                    | Beschreibung | Bild                           |
| ------------------------------------ | --- | -------------------------- | --- | ------------------------------ |
| Denkmalzone Alter Jüdischer Friedhof | Weidegasse/Gilbertstraße Lage | Mitte des 17. Jahrhunderts | um die Mitte des 17. Jahrhunderts angelegt, Mitte und Ende des 19. Jahrhunderts erweitert, Umfassungsmauer ab 1827, Belegung bis 1920; 547 Grabstellen erkennbar, 446 davon mit Grabsteinen oder Resten von Grabsteinen, ältester von 1686 | weitere Bilder Fotos hochladen |
| Denkmalzone Eberhardstraße           | Eberhardstraße 1–57 (ungerade Nummern), 2–48 (gerade Nummern), Gilbertstraße 16, 17, 18, Nikolausstraße 34, Südallee 30, 31, 32, Weidegasse 1, 3, 5, 7, 9 Lage | um 1890 bis um 1930        | Die Denkmalzone zeigt die Entwicklung des Städtebaus innerhalb von 30 Jahren vom klassizierenden Historismus mit orthogonal verlaufenden Straßen über den ausgeprägten romantischen Historismus mit der gebogenen Straßenführung bis zu den Genossenschaftsbauten aus der Zeit des Ersten Weltkrieges und der zwanziger Jahre im Heimatstil; ebenfalls zugehörig Eberhardstraße 15 in expressionistischen Formen.      | Fotos hochladen                |
| Denkmalzone Matthiasstraße           | Matthiasstraße 67–75 Lage | 18. und 19. Jahrhundert    | Gruppe aus der Zeit der Bebauung des ehemaligen Dorfes St. Matthias; vier Häuser des 18. und 19. Jahrhunderts, mit Um- und Ausbauten im 20. Jahrhundert; Nr. 69 Mansarddachbau und Nr. 75 mit Krüppelwalmdach, wohl beide aus dem 18. Jahrhundert, Nr. 67 spätklassizistischer dreigeschossiger Putzbau, Nr. 71/73 um vier Achsen zurückversetzt und dreigeschossig, mit expressionistischen Motiven, im Kern von 1848 | Fotos hochladen                |
| Denkmalzone Nikolausstraße           | Nikolausstraße 37–65 Lage | 1875–96                    | für die südliche Stadterweiterung Triers exemplarische, geschlossene Häuserzeile von einheitlich wirkendem Erscheinungsbild, 1875–96: überwiegend vierachsige Putzbauten mit noch klassizistisch geprägten Fassaden, einige Bauten zu spiegelbildlichen Paaren zusammengefasst, das Jüngste von 1896 mit zwei achteckigen Türmen mit Zwiebelhaube und stark farbiger Klinkerfassade                                    | Fotos hochladen                |
| Denkmalzone Saarstraße               | Saarstraße 15–29, Gerberstraße 30 und 41 Lage | 1896–1906                  | repräsentative Zeile dreigeschossiger historistischer Wohn- und Geschäftshäuser, sandsteingegliederte Klinkerbauten, 1896–1906 (nur Eckhaus Nr. 27 von 1857) | weitere Bilder Fotos hochladen |
| Denkmalzone Speestraße/Gilbertstraße | Speestraße 1–27, Friedrich-Wilhelm-Straße 28, Gilbertstraße 57–73 (ungerade Nummern) Lage                                                                      | 1902 bis gegen 1914        | geschlossene Bebauung gehobenen Anspruchs, überwiegend Ein- und Zweifamilienhäuser in späthistoristische, Formen, vereinzelt auch Jugendstil und Reformarchitektur, auf dem Areal des ehemaligen Jesuitengartens, 1902 bis gegen 1914 | weitere Bilder Fotos hochladen |

## Einzeldenkmäler
| Bezeichnung                       | Lage                                           | Baujahr                            | Beschreibung | Bild                           |
| --------------------------------- | ---------------------------------------------- | ---------------------------------- | --- | ------------------------------ |
| Wohnhaus                          | Bäderstraße 6 Lage                             | 1754                               | vom Wohnhaus des 18. Jahrhunderts zweiachsiger Ostteil, bezeichnet 1754 (davon 1876 die fünf Achsen Gilbertstraße 80 abgetrennt) | Fotos hochladen                |
| Wohnhaus                          | Eberhardstraße 12 Lage                         | 1897/98                            | Einfamilienwohnhaus; vierachsiger sandsteingegliederter Putzbau, Neurenaissancemotive, 1897/98, mit Ausstattung; Hoftor und Gartenmauer | BW                             |
| Wohn- und Geschäftshaus           | Eberhardstraße 46/48 Lage                      | 1904                               | viergeschossiges Eckwohn- und Geschäftshaus mit dreigeschossigem Polygonalerker, Mischformen aus Neugotik und Jugendstil, 1904, Architekt M. Banner; markante städtebauliche Situation | Fotos hochladen                |
| Wohnhaus                          | Friedrich-Wilhelm-Straße 30 Lage               | 1909                               | viergeschossige späthistoristische Mansarddach-Villa, 1909, Architekt J. (?) Reiter, bauzeitlicher Zaun | weitere Bilder Fotos hochladen |
| Katholische Pfarrkirche Herz Jesu | Friedrich-Wilhelm-Straße 33 Lage               | 1893–95                            | neugotische dreischiffige Hallenkirche, Rotsandsteinquaderbau, 1893–95, Architekt Dombaumeister Reinhold Wirtz, nach Kriegszerstörung vereinfacht wiederhergestellt 1950, Architekt F. Thoma, Neugestaltung des Innenraums 1989–93, Architekt Peter von Stipelen | weitere Bilder Fotos hochladen |
| Schulhaus                         | Friedrich-Wilhelm-Straße 58 Lage               | 1881                               | ehemaliges Schulhaus von St. Barbara; dreigeschossiger neugotischer Bau mit Sandsteinfassade, 1881, Erweiterung 1894, Aufstockung 1902 | weitere Bilder Fotos hochladen |
| Stadtbad                          | Gerberstraße 1 Lage                            | 1929–1931                          | kubischer Klinkerbau in Formen des Neuen Bauens mit vortretendem Turm und Muschelkalk-Arkaden, Architekturbüro Brand und Mertes | weitere Bilder Fotos hochladen |
| Gleichrichterwerk Löwenbrücken    | Gilbertstraße 9a Lage                          | 1926                               | kubischer Walmdachbau, Erdgeschoss (Maschinenraum) in expressionistischen Formen, im Obergeschoss Wohnung, 1926, Architekt F. W. Kuhn | weitere Bilder Fotos hochladen |
| Wohnhaus                          | Gilbertstraße 21 Lage                          | 1900/01                            | neubarockes Zeilenwohnhaus, 1900/01 | Fotos hochladen                |
| Weinkellerei                      | Gilbertstraße 34 Lage                          | 1905                               | ehemals Weinkellerei Johann Förster; Eisenbetonbau, dreischiffige Halle über zweigeschossigem Keller, Mittelschiff von Türmen flankiert, Seitenschiffe mit Mansarddächern, florale Jugendstildekoration, 1905, Architekt Carl Sieben, Aachen | weitere Bilder Fotos hochladen |
| Wohnhaus                          | Gilbertstraße 67a Lage                         | 1903–05                            | späthistoristisches Wohnhaus mit zweigeschossigem Eckerker, 1903–05; straßenbildprägend | Fotos hochladen                |
| Wohnhaus                          | Gilbertstraße 80 Lage                          | 1754                               | vom Wohnhaus des 18. Jahrhunderts fünfachsiger Westteil, bezeichnet 1754 (davon 1876 die zwei Achsen Bäderstraße 6 abgetrennt), unter Beibehaltung von Keller, Fassade und Dachform 1974 neu gebaut | Fotos hochladen                |
| Wohnhaus                          | Gilbertstraße 82 Lage                          | 1793                               | zehnachsiger spätbarocker Mansarddachbau, bezeichnet 1793 | weitere Bilder Fotos hochladen |
| Zigarrenfabrik Neuerburg          | Hawstraße 2a und 2b Lage                       | 1925                               | ehemaliger Tabakspeicher der Zigarrenfabrik Neuerburg; drei- und viergeschossiger Winkelbau, ziegelverkleideter Stahlbetonbau mit Flachdach, expressionistische Detailformen, 1925 | weitere Bilder Fotos hochladen |
| Wohnhaus                          | Hommerstraße 16 Lage                           | 1908                               | Wohnhaus mit Hinterhaus; sandsteingegliederter Mansarddachbau, neubarocke Motive, 1908, mit Ausstattung | Fotos hochladen                |
| Wohnhaus                          | Hommerstraße 20/22 Lage                        | 1905                               | Etagenwohnhaus; späthistoristischer Mansardwalmdachbau, 1905; straßenbildprägend | Fotos hochladen                |
| Mauer                             | Im Schammat, bei Nr. 4, 6, 7, 8 Lage           |                                    | Reste der übermannshohen ehemaligen südlichen Begrenzungsmauer des Berings von St. Matthias aus grob behauenen kleinen Sandstein- und Schieferquadern | Fotos hochladen                |
| Bahnhof Trier-Süd                 | Leoplatz 1 Lage                                | 1908                               | Empfangsgebäude des Bahnhofs Trier-Süd; reich gegliederter Baukörper in barock dominierten Formen der Reformarchitektur mit Jugendstilelementen, 1908, Architekt A. Wenzel | weitere Bilder Fotos hochladen |
| Wegekreuz                         | Maternusstraße, Ecke Albanastraße Lage         | 18. oder 19. Jahrhundert           | Nischenkreuz; kleines Abschlusskreuz ohne Korpus, 18. oder 19. Jahrhundert | Fotos hochladen                |
| Schneiderskreuz                   | Matthiasstraße, an Nr. 44 Lage                 | 1668                               | Schaftkreuz, bezeichnet 1668, Pietàrelief | Fotos hochladen                |
| Benediktinerabtei St. Matthias    | Matthiasstraße 79–87 Lage                      | ab 980/990                         | Gesamtanlage mit Kirche, Kreuzgang mit drei Klausurflügeln, Wirtschaftsgebäude, Pilgerherberge und Torbauten; dreischiffige romanische Pfeilerbasilika, frühes 12. Jahrhundert bis um 1160 unter Einbeziehung der Krypta des Vorgängers (um 980/90), spätgotischer Umbau Ende des 15. und Anfang des 16. Jahrhunderts, barockes Hauptportal 1689–92, barocke Seiten- und anschließende Portale 1718/19; frühgotischer Kreuzgang um 1220/40; ehemalige Pilgerherberge, um 1638; zwei Portale, um 1700, äußeres Klostertor sowie Torhaus, bezeichnet 1717; ehemaliges Fischhaus, 18. Jahrhundert, Obergeschoss um 1830 neugotisch überformt; Wirtschaftshof, 19. Jahrhundert; Friedhof mit Quirinuskapelle, sechseckiger Zentralbau, 1287 geweiht, barock überformt, und Denkmal des Krieger-Wehr-Vereins | weitere Bilder Fotos hochladen |
| Medard-Schule                     | Medardstraße 2/4 Lage                          | zweite Hälfte des 20. Jahrhunderts | flach gedeckter dreigeschossiger Klassentrakt mit Betonrasterfassade, eingeschossiger Eingangstrakt als Verbindung zur Turnhalle auf flügelförmigem Grundriss, ehemaliges Lehrer- und Hausmeisterwohnhaus mit überdachtem Laufweg auf dünnen Stützen, Schulhof mit nierenförmigen Pflanzinseln, vergitterten Papierkörben und Lampen | Fotos hochladen                |
| Wohnhaus                          | Medardstraße 43 Lage                           | 17. oder 18. Jahrhundert           | im Kern barockes Wohnhaus, 17. oder 18. Jahrhundert, im Erdgeschoss Kölner Decke und korbbogige Blendarkade wohl von ehemaliger Herdanlage | BW                             |
| Katholische St.-Medardus-Kapelle  | Medardstraße 44 Lage                           | um 1860                            | kleiner Saal auf leicht verzogenem Grundriss, um 1860, straßenseitige Fassade wohl 1883 | Fotos hochladen                |
| Wohnhäuser                        | Medardstraße 54 und 56 Lage                    | 18. Jahrhundert oder früher        | Gruppe aus zwei schlichten Wohnhäusern, im Kern mindestens aus dem 18. Jahrhundert, mehrfach verändert, Keller unter Nr. 54 eventuell mittelalterlich | BW                             |
| Bildstock                         | Medardstraße, Ecke Im Schammat Lage            |                                    | barocker Bildstock, Relief mit Kreuzigung und fünf Heiligen | Fotos hochladen                |
| Wohnhaus                          | Nikolausstraße 49/51 Lage                      | 1896                               | Zeilendoppelwohnhaus mit bichromer sandsteingegliederter Klinkerfassade, Torfahrt mit flankierenden Rundbogeneingängen sowie zwei zwiebelhaubenbekrönten Achtecktürmen, 1896 | weitere Bilder Fotos hochladen |
| Wohnhaus                          | Saarbrücker Straße 33 Lage                     |                                    | Wohnhaus in klassizistischen Formen | BW                             |
| Gartenhaus                        | Saarburger Straße, zwischen Nr. 20 und 32 Lage | 18. Jahrhundert                    | Gartenhäuschen der Abtei St. Matthias; kleiner quadratischer Mansardwalmdachbau, 18. Jahrhundert | Fotos hochladen                |
| Villa Ehses                       | Saarstraße 12 Lage                             | nach 1860                          | dreigeschossige spätklassizistische Walmdach-Villa, drittes Viertel des 19. Jahrhunderts (nach 1860), Terrassenanbau 1897 | weitere Bilder Fotos hochladen |
| Villa                             | Saarstraße 24 Lage                             | 1898                               | späthistoristische Reihenvilla, sandsteingegliederter Klinkerbau, 1898, Architekt K. Walter | weitere Bilder Fotos hochladen |
| Villa                             | Saarstraße 26 Lage                             | 1902/03                            | dreigeschossige neugotische Reihenvilla, 1902/03, Architekt K. Walter; straßenbildprägend | weitere Bilder Fotos hochladen |
| Wohnhaus                          | Saarstraße 32 Lage                             | 1860                               | Wohnhaus mit geschossübergreifender Fassadengliederung, 1860 | Fotos hochladen                |
| Wohn- und Geschäftshaus           | Saarstraße 33 Lage                             | 1853                               | spätklassizistisches Wohnhaus, 1853, Ladeneinbau 1932 | Fotos hochladen                |
| Wohn- und Geschäftshaus           | Saarstraße 38 Lage                             | 1866/67                            | dreigeschossiges Wohnhaus, Fassadengestaltung in maurischem Stil, 1866/67, Ladeneinbau in expressionistischen Formen 1926 | Fotos hochladen                |
| Wohnhaus                          | Saarstraße 41 Lage                             | 1898                               | Wohnhaus, Mansarddachbau mit üppigem neubarockem Dekor, 1898, Architekt C. Dalmar | weitere Bilder Fotos hochladen |
| Wohn- und Geschäftshaus           | Saarstraße 45 Lage                             | 1897                               | repräsentatives dreigeschossiges späthistoristisches Wohn- und Geschäftshaus, neugotische und Neurenaissance-Motive, 1897 | Fotos hochladen                |
| Kruzifix                          | Saarstraße, an Nr. 46 Lage                     | 17. oder 18. Jahrhundert           | Kruzifix über reliefiertem Hügel, wohl barockzeitlich | Fotos hochladen                |
| Wohnhaus                          | Saarstraße 47 Lage                             | 1861                               | spätklassizistisches Wohnhaus mit Mezzanin, Loggia und vollplastischen Kopfmedaillons, 1861 | weitere Bilder Fotos hochladen |
| Wohnhaus                          | Saarstraße 48 Lage                             | 1901                               | Wohnhaus mit anspruchsvoller neugotischer Fassadendekoration, 1901, Architekt K. Walter | weitere Bilder Fotos hochladen |
| Wohnhaus                          | Saarstraße 49 Lage                             | 1862                               | fünfachsiges spätklassizistisches Wohnhaus mit Rundbogenöffnungen, 1862 | weitere Bilder Fotos hochladen |
| Wohn- und Geschäftshaus           | Saarstraße 58 Lage                             | 1899                               | dreigeschossiges Wohn- und Geschäftshaus mit reichem Neubarockdekor, 1899 | Fotos hochladen                |
| Bildstock                         | Saarstraße, an Nr. 76 Lage                     | 1698                               | Bildstock; Pietà, Sandsteinrelief, bezeichnet 1698 | Fotos hochladen                |
| Wohnhaus                          | Saarstraße 110 Lage                            | 1884                               | Wohnhaus, sandsteingegliederter Putzbau, Neurenaissance, 1884, Architekt J. Faber | Fotos hochladen                |
| Wohnhaus                          | Saarstraße 117 Lage                            | 17. Jahrhundert                    | Wohnhaus, im Kern wohl aus dem 17. Jahrhundert, im späten 18. Jahrhundert verändert oder wiederaufgebaut (Dachstuhl datiert 1774), über älteren Kellern | Fotos hochladen                |
| Wohnhaus                          | Saarstraße 123 Lage                            | 17. Jahrhundert                    | Wohnhaus, im Kern aus dem 17. Jahrhundert, Umbau zu repräsentativem Neurenaissancebau mit Mansarddach 1888 | Fotos hochladen                |
| Wohnhaus                          | Saarstraße 127 Lage                            | 17. Jahrhundert                    | Krüppelwalmdachbau, im Kern wohl aus dem 17. Jahrhundert, 1845 überformt | Fotos hochladen                |
| Wohnhäuser                        | Saarstraße 129 und 131 Lage                    | 1906                               | zwei dreigeschossige, als Doppelhaus konzipierte Mietshäuser mit in Trier seltener Jugendstilfassade, 1906, Architekt M. Banner | Fotos hochladen                |
| Wohnhaus                          | Saarstraße 133 Lage                            | 1743                               | stattlicher Mansardwalmdachbau, bezeichnet 1743; zugehörig ummauerter Garten und Hof mit ehemaligem Wirtschaftsbau, im Kern aus dem 18. Jahrhundert | weitere Bilder Fotos hochladen |
| Wohnhaus                          | Speestraße 9 Lage                              | 1903/05                            | Wohnhaus mit neubarockem Fassadendekor, 1903/05, Architekt K. Walter | Fotos hochladen                |
| Wohnhaus                          | Speestraße 10 Lage                             | 1904                               | dreigeschossiges späthistoristisches Wohnhaus mit aufwändigem Formenrepertoire, 1904, Architekt K. Reitz | Fotos hochladen                |
| Wohnhaus                          | Speestraße 11a Lage                            | 1904                               | Wohnhaus, Mansarddach mit aufwändigem Jugendstildekor, 1904 | Fotos hochladen                |
| Wohnhaus                          | Speestraße 17 Lage                             | 1903                               | Wohnhaus, neubarocke Sandsteinfassade, 1903 | Fotos hochladen                |
| Wohnhaus                          | Speestraße 18 Lage                             |                                    | dreiachsiges historisierendes Wohnhaus, Kastenerker mit Fachwerkgiebel, Architekt M. Banner; straßenbildprägend | Fotos hochladen                |
| Wohnhaus                          | Speestraße 22 Lage                             | 1905                               | dreigeschossiges Zeilenwohnhaus mit abstrahierendem Jugendstildekor, 1905, Architekt J. Steinlein | Fotos hochladen                |
| Konstantinsäule                   | St.-Barbara-Ufer Lage                          | 1847                               | achteckiger Pfeiler, neugotisches Maßwerk, um 1847, darauf Rokoko-Standbild Kaiser Konstantins (Kopie), angeblich von 1726 | Fotos hochladen                |
| Villa                             | St.-Barbara-Ufer 1b Lage                       | 1873                               | große Walmdach-Villa, dreigeschossiger Winkelbau, Neurenaissance, 1873, Anbau des zweigeschossigen Wintergartens 1919; zugehörig Garten mit bauzeitlicher Einfassung | weitere Bilder Fotos hochladen |
| Villa                             | St.-Barbara-Ufer 3 und 4 Lage                  | 1900                               | Doppelvilla, bichromer sandsteingegliederter Klinkerbau, Neurenaissance, 1900 | Fotos hochladen                |
| Stadtbad                          | Südallee 10, Gerberstraße 1 Lage               | 1929–31                            | kubischer Klinkerbau in Formen des Neuen Bauens mit vortretendem Turm und Muschelkalk-Arkaden, 1929–31, Architekturbüro Brand und Mertes | weitere Bilder Fotos hochladen |
| Villa                             | Südallee 17 und 18 Lage                        | 1900                               | Doppelvilla; mit bossierten Sandsteinquadern verkleidete Fassade mit Motiven der monumentalisierenden Neuromanik, des Sezessionsstils und der Reformarchitektur, 1900, Architekt Peter Marx | Fotos hochladen                |
| Villa                             | Südallee 20 Lage                               | 1900/01                            | späthistoristische, in die Tiefe gestaffelte Halbvilla, 1900/01, Architekt K. Walter | Fotos hochladen                |
| Barbarathermen                    | Südallee 48 Lage                               | Mitte des 2. Jahrhunderts          | Römische Barbarathermen; Reste des antiken Badepalastes aus der Mitte des 2. Jahrhunderts, des größten vorkonstantinischen Baus Triers: Mauern der Kellergänge und Teile des Erdgeschosses in Gusssteinmauerwerk mit Verkleidung durch Kalkstein und Ziegeldurchschüsse, einige Mauerteile aus Sandsteinquadern, Reste der marmornern Wandverkleidung; Aufseherhaus und Einfassungsmauer aus dem späten 19. Jahrhundert; bauliche Gesamtanlage | weitere Bilder Fotos hochladen |
| Wohnhaus                          | Südallee 57/59 Lage                            | um 1840                            | Außenmauern des fünfachsigen klassizistischen Krüppelwalmdachbaus, um 1840 | Fotos hochladen                |
| Wohnhaus                          | Töpferstraße 21 Lage                           | 1909                               | späthistoristisches Wohnhaus zu zwei Geschossen, Putzbau mit Polygonalerker und Zwerchgiebel, 1909 von den Bauunternehmern Gebrüder Faber | Fotos hochladen                |